# Torninos
Torninos é um povoado do município brasileiro de Cesário Lange, que integra a Região Metropolitana de Sorocaba, no interior do estado de São Paulo.

## Geografia

### População
Pelo Censo 2010 (IBGE) a população do povoado era de 950 habitantes.